# Chadefaudia gymnogongri
Chadefaudia gymnogongri  es una especie de hongo perteneciente a la división Ascomycota. Fue descrito por primera vez por Jean Feldmann, y Jan Kohlmeyer en 1973. Chadefaudia gymnogongri pertenece al género Chadefaudia en la familia Halosphaeriaceae.